# + - 0
+ - 0 er en dansk eksperimentalfilm fra 1974 instrueret af Svend Wiig Hansen efter eget manuskript.

## Handling
En film i tre afsnit om menneskelige situationer:

'Plus' står for det at bryde sin isolation - i sekvensen berettes om et menneske, der ustandselig søger kontakt og først når sit mål i dødsøjeblikket.

'Minus' står for at være fanget i sit miljø - i denne sekvens ses den evige ulykkesfugl, der nu og da kommer ud af sin situation, men altid falder tilbage i en ny ligeså pinefuld.

'Nul' står for kun at være passivt til stede og handler om en mand, der ikke søger kontakt og derved bliver til en grå askebunke. Han dør, fordi han ikke går livet og heldet i møde.

## Medvirkende
- Erik Mørk
- Erik Bruhn
- Hanne Tvestmann